# Lebong
Lebong is een regentschap dat deel uitmaakt van de provincie Bengkulu op het eiland Sumatra, Indonesië. Het regentschap heeft een oppervlakte van 1.929,24  km² en heeft 97.091 inwoners (2010). De hoofdstad van Lebong is Tubei.

## Kecamatan
Lebong bestaat uit 13 kecamatan.
| Naam kecamatan                  | Inwoners in 2010 |
| ------------------------------- | ---------------- |
| Rimbo Pengadang                 | 4.653            |
| Topos                           | 5.770            |
| Lebong Selatan (Zuid Lebong)    | 13.490           |
| Bingin Kuning                   | 9,631            |
| Lebong Tengah (Centraal Lebong) | 10,078           |
| Lebong Sakti                    | 8,296            |
| Lebong Atas                     | 4,410            |
| Padang Bano                     | 4,901            |
| Pelabai                         | 6,087            |
| Lebong Utara (Noord Lebong)     | 15,522           |
| Amen                            | 6,826            |
| Urum Jaya                       | 5,084            |
| Pinang Belapis                  | 4,467            |